# Faon
Pour les articles homonymes, voir Faon (homonymie).
Faon est un nom vernaculaire désignant le premier stade juvénile des cervidés, qui est dépourvu de bois. Au sens restreint, il correspond au petit d'un cerf, d'un chevreuil ou d'un daim. Au sens large, il désigne le juvénile de toutes les espèces de cervidés,. Dans un sens vieilli, il qualifie également le petit de tout ruminant sauvage, comme par exemple une gazelle.
En restant sur la première définition, le faon se caractérise surtout par une robe rousse ou brun-clair tachetée de blanc, un pelage qui est parfois appelé une livrée et qu'il partage avec le marcassin. Cette robe temporaire aide le faon à se camoufler sous le couvert forestier ou dans les hautes herbes, ceci pour se protéger des prédateurs et en attendant le retour de la biche, femelle qui généralement s'en occupe seule. La plupart des cervidés concernés gardent cette robe jusqu'à l'âge de six mois, devenant par la suite un « hère », un « daguet », un « brocard », un « chevrillard » ou encore un « dix-cors » selon les espèces.
Dans la culture populaire, le faon est surtout célèbre à travers le personnage de Bambi, dépeint dans le roman autrichien de jeunesse Bambi, l'histoire d'une vie dans les bois, paru en 1923, et adapté notamment dans le film des studios Disney Bambi, sorti en 1942. Sa popularité est à l'origine de notions comme l'effet Bambi ou le syndrome Bambi.

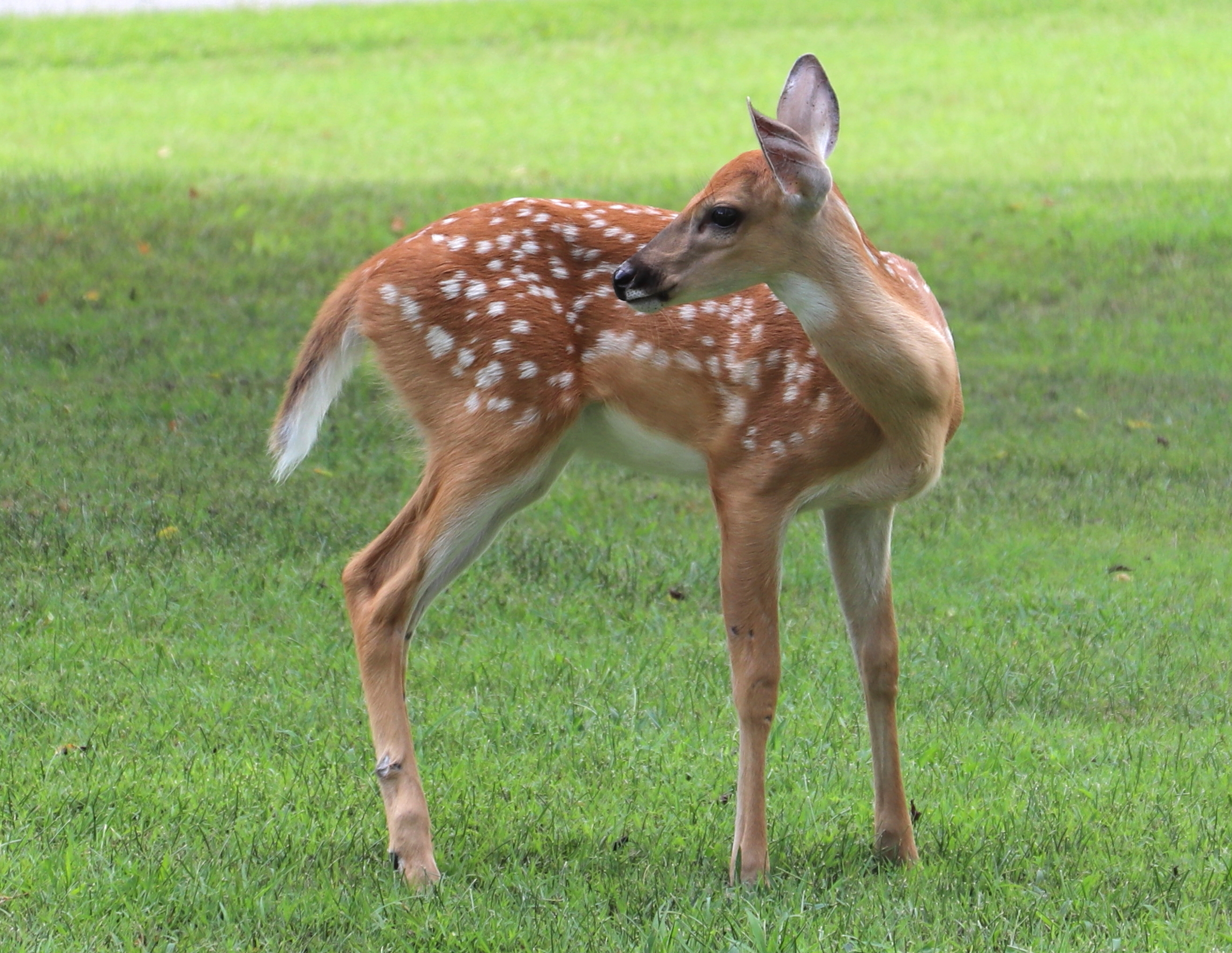
Faon de Cerf de Virginie (Odocoileus virginianus).
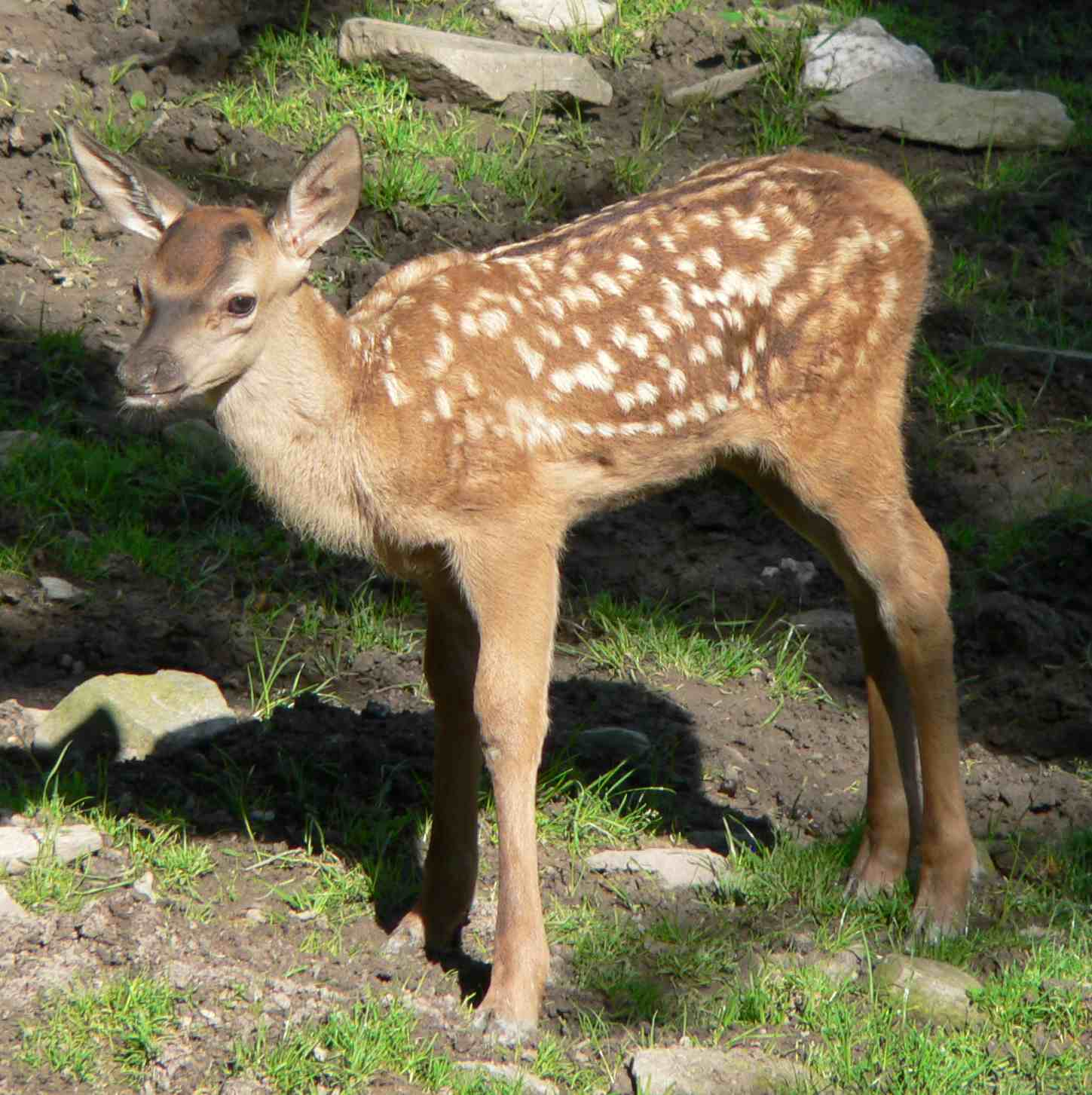
Faon de Cerf élaphe (Cervus elaphus).
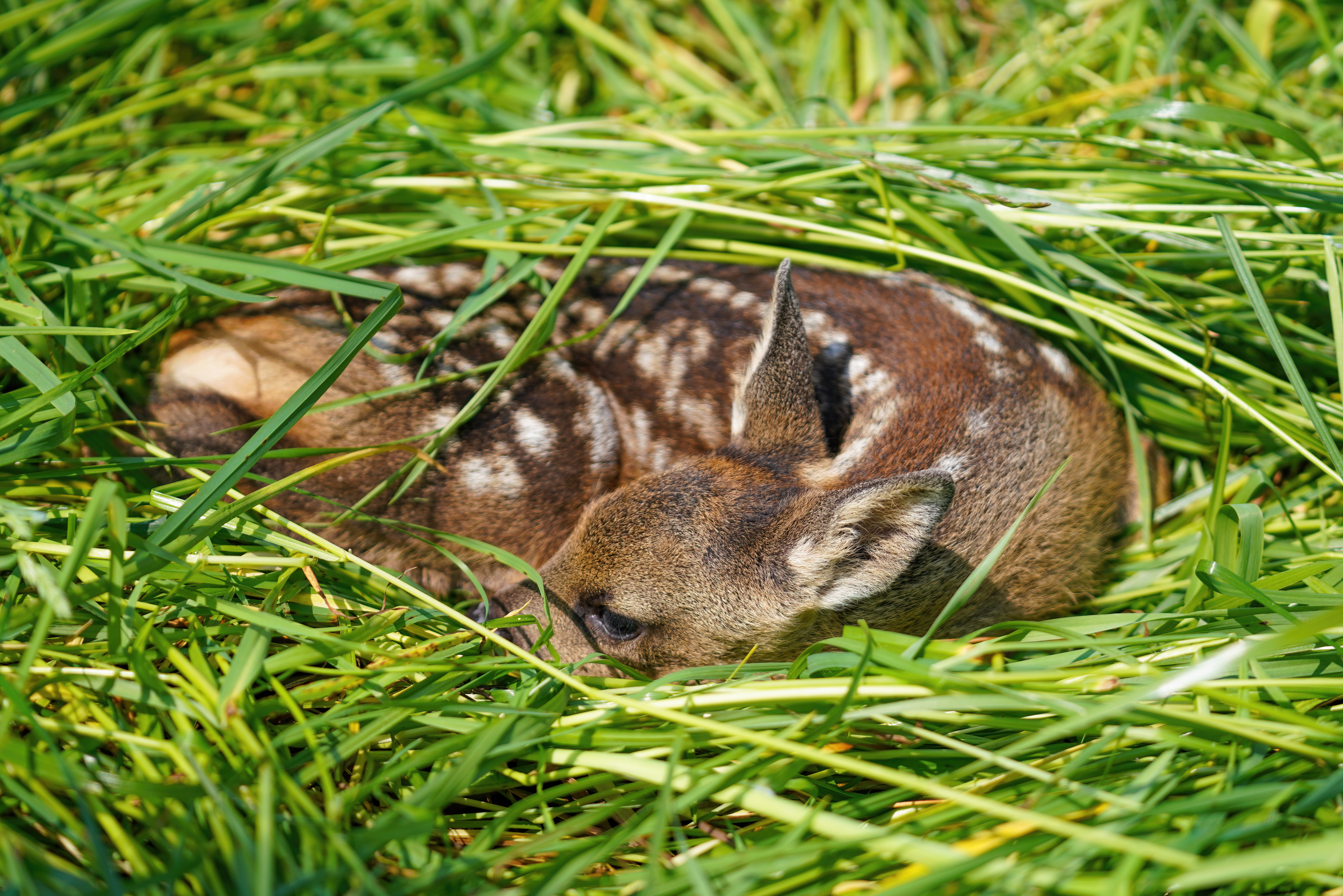
Faon de Chevreuil européen (Capreolus capreolus).

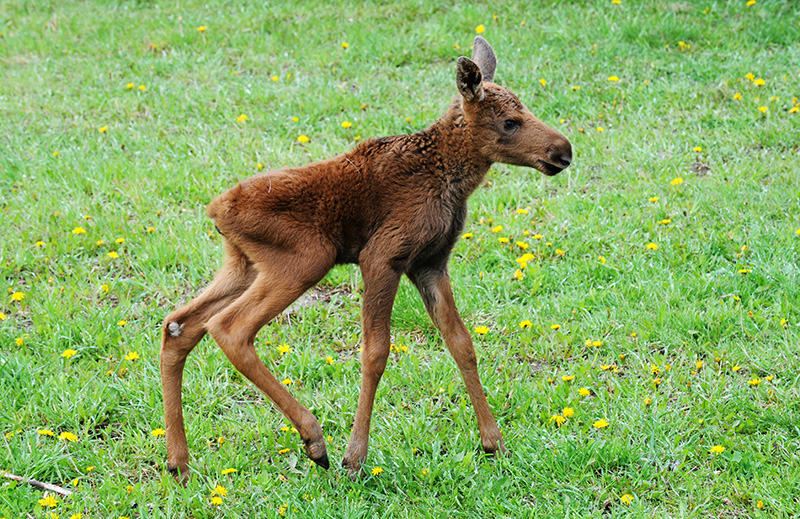
Faon d'Élan (Alces alces).
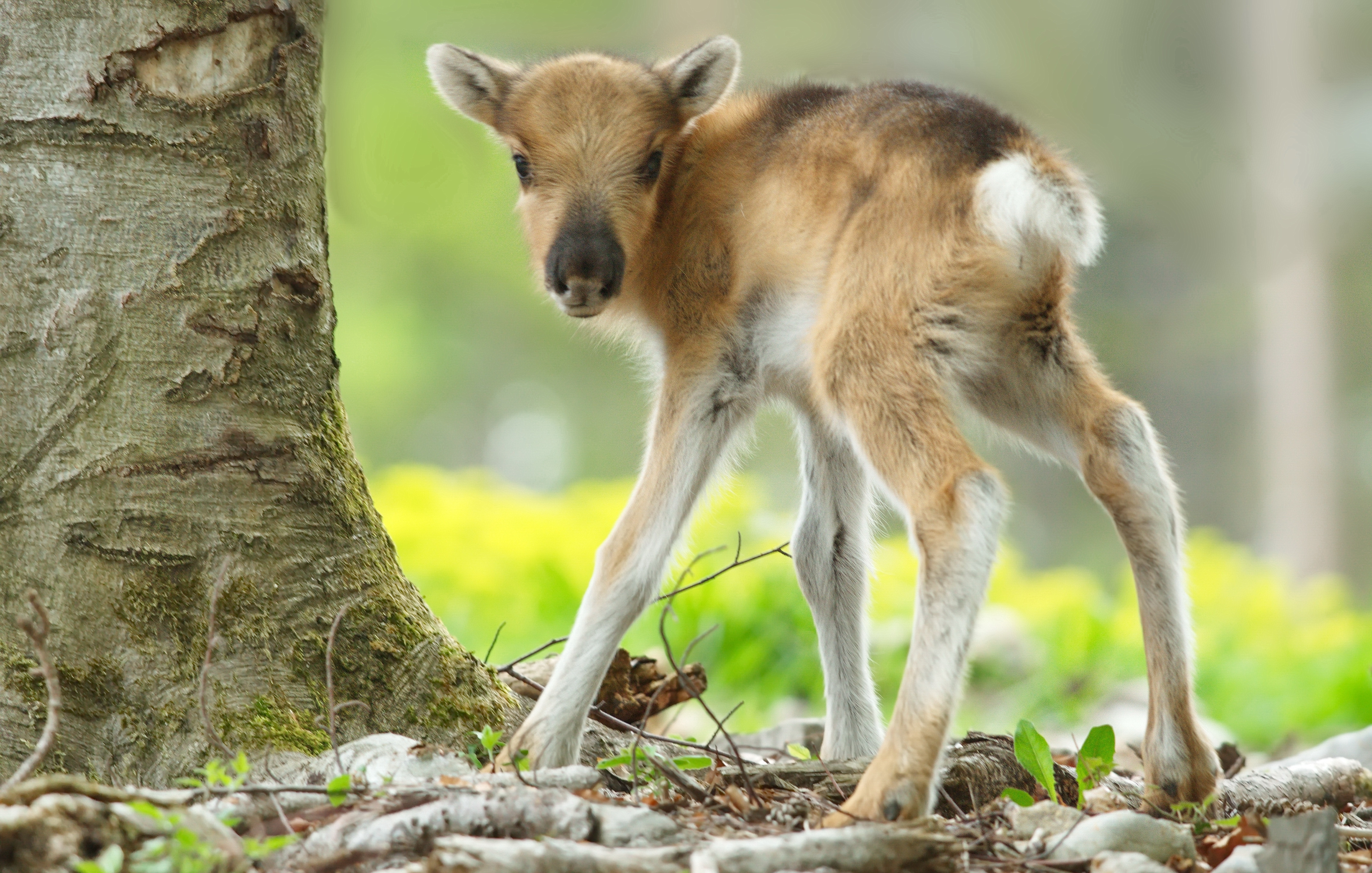
Faon de Renne (Rangifer tarandus).
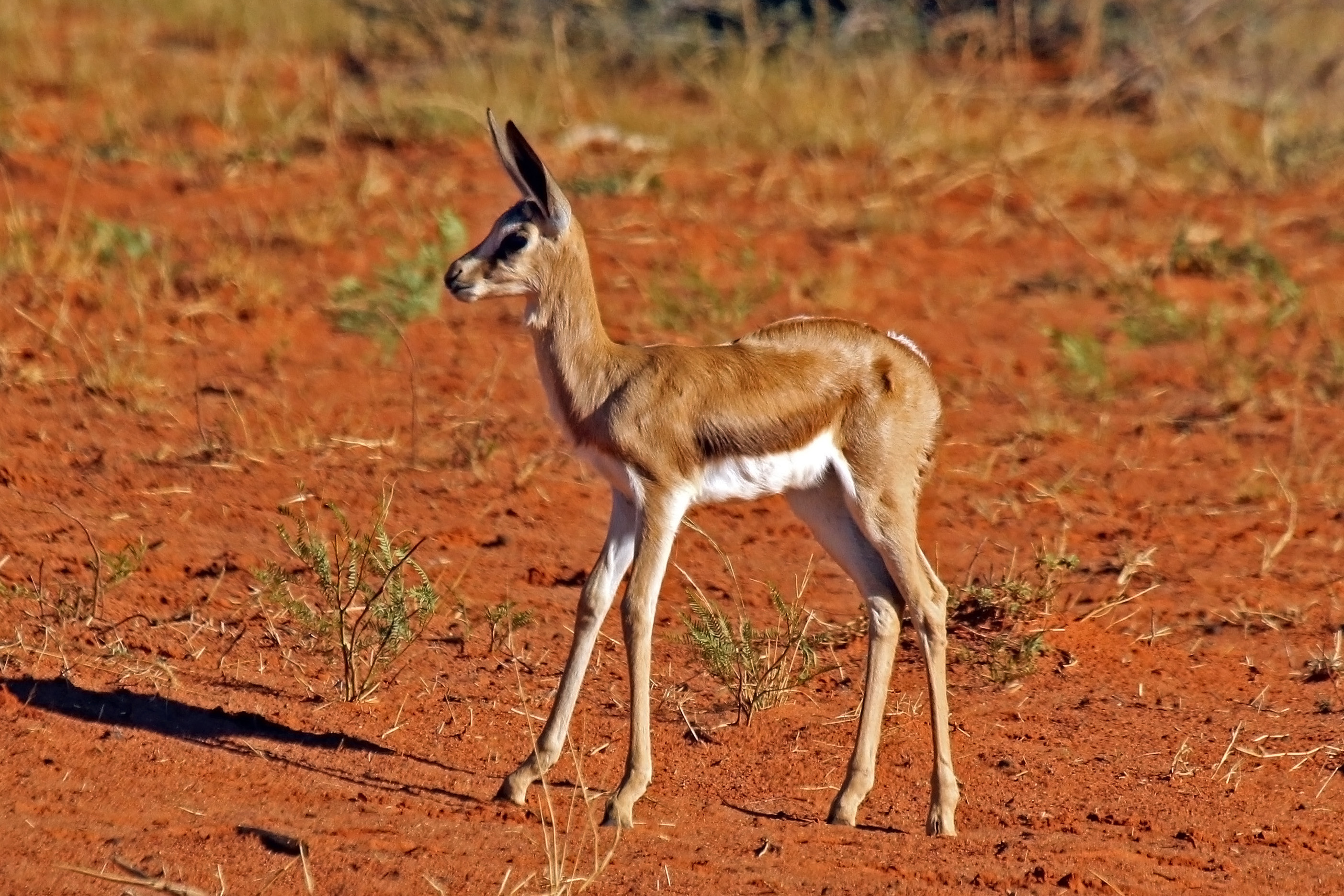
« Faon » de Springbok (Antidorcas marsupialis).